# Tyrrellspass
Tyrrellspass is een plaats in het Ierse graafschap County Westmeath.